# Kusha (bouddhisme)
Pour les articles homonymes, voir Kusha.
L'école Kusha (倶舎宗, kushashû) est une des Six écoles de la Capitale du Sud de Nara.
Elle fut introduite au Japon depuis la Chine (où elle était appelée Jushe) en même temps que l'école Hossō-shū (vers 660) par Dōshō (道昭), Chitatsu (智達) et Chitsu (智通). 
Elle se fonde sur l'étude de l'Abhidharmakosha du philosophe indien Vasubandhu.